# Izabelinka
Izabelinka (lit. Izabelinėlė) – opuszczona wieś na Litwie, w okręgu uciańskim, w rejonie ignalińskim, w gminie Nowe Daugieliszki.
Dawniej używana nazwa – Izabelino Małe.

## Historia
W czasach zaborów Izabelino Małe w gminie Daugieliszki, w powiecie święciańskim, w guberni wileńskiej Imperium Rosyjskiego. W 1905 roku liczyło 29 mieszkańców, 34 dziesięciny.
W dwudziestoleciu międzywojennym zaścianek leżał w Polsce, w województwie wileńskim, w powiecie święciańskim, w gminie Daugieliszki.
W 1931 w 4 domach zamieszkiwało 30 osób.
Miejscowość należała do parafii rzymskokatolickiej w Paryndze i prawosławnej w Michałowie. Podlegała pod Sąd Grodzki w Święcianach i Okręgowy w Wilnie; właściwy urząd pocztowy mieścił się w Ignalinie.